# أسيير بينيتو
أسيير بينيتو (بالإسبانية: Asier Benito) (11 فبراير 1995 بأموريو في إسبانيا - ) هو لاعب كرة قدم إسباني في مركز الهجوم. لعب مع أوريرا فيتوريا وديبورتيفو ألافيس وديبورتيفو ألافيس ب.

## روابط خارجية
- أسيير بينيتو على موقع قاعدة بيانات كرة القدم.إي يو (الإنجليزية)
- أسيير بينيتو على موقع Soccerway.com (الإنجليزية)
- أسيير بينيتو على موقع AS.com (الإسبانية)